# 海蝕隙

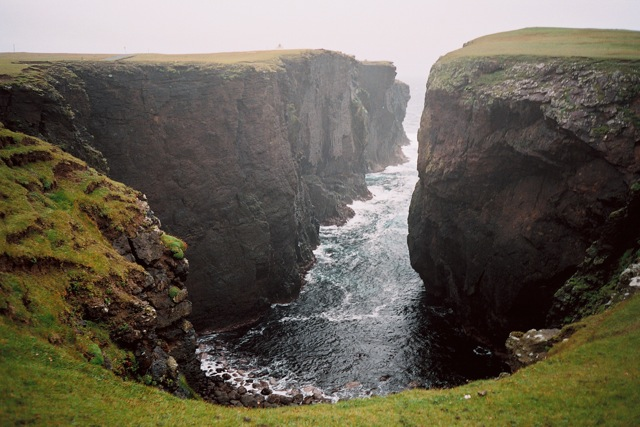
设得兰群岛卡爾德爾海蝕隙

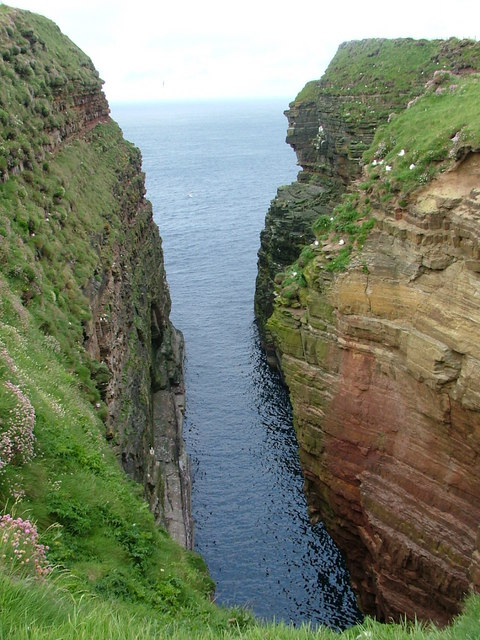
比岬的斯克莱特海蝕隙

海蝕隙（英語： /ɡjoʊ/ GYOH，源自古諾斯語gjá) 是指在海灣、沟壑或悬崖表面窄而深的裂缝。海蝕隙在设德兰和奥克尼群岛的海岸线上很常见。它们是由波濤沿着岩石的斷層和层面侵蚀悬崖而形成的。海蝕隙的头部可能有海蝕洞。此类海蚀洞可能会坍塌，扩大地质构造，或在地质构造内陆留下洼地。海蝕隙也可以通过这个过程来创建。

## 外部鏈接
- Shetlopedia Geo （页面存档备份，存于）